# دوشیزه بی‌اهمیت
دوشیزهٔ بی‌اهمیت (لهستانی: Panna Nikt) یک فیلم درام به کارگردانی آندری وایدا است که در سال ۱۹۹۶ منتشر شد. از بازیگران آن می‌توان به آنا موخا و استانیسواوا تسلینسکا اشاره کرد.

## خلاصه داستان
دخترکی ۱۵ ساله و فقیر به نام «ماریسیا» با خانواده‌اش از روستا به شهر نقل مکان می‌کنند. او که تنهاست، به دنبال یک دوست صمیمی برای خود می‌گردد و توجه‌اش به دو دختر همکلاسی‌اش جلب می‌شود: «کاسیا» که با اعتمادبه‌نفس و سرزنده است و «اِوا» که زیبا و ثروتمند است. وی در آغاز، کاسیا را به‌عنوان دوست خود برمی‌گزیند، اما بعد پشیمان شده و به دنبال اِوا می‌رود؛ ولی کمی بعد و به‌طور اتفاقی، گفتگوی میان کاسیا و اِوا را می‌شنود و در می‌یابد که در واقع برای هیچ‌کدام از ایندو، اهمیت و ارزشی ندارد.